# Habikino, Ōsaka
Habikino (tiếng Nhật: 羽曳野市, Ha-bi-khi-nô) là một thành phố thuộc tỉnh Ōsaka, Nhật Bản.